# Производство на кокс и рафинирани нефтопродукти
Производството на кокс и рафинирани нефтопродукти е един от 34-те отрасъла на преработващата промишленост в Статистическата класификация на икономическите дейности за Европейската общност.
Той включва преработката на нефт и въглища до използваеми продукти – най-вече извличането на течни и газообразни нефтопродукти чрез крекинг и дестилиране, но също и преработката на въглища в кокс и брикети.
Към 2017 година в България в отрасъла работят около 2500 души, а произведената продукция е на стойност 6,2 милиарда лева, над 90% от нея в големия завод „Лукойл Нефтохим Бургас“.